# Partridge Green
Partridge Green är en ort i Storbritannien.   Den ligger i grevskapet West Sussex och riksdelen England, i den södra delen av landet, 60 km söder om huvudstaden London. Partridge Green ligger 11 meter över havet och antalet invånare är 2 054.
Terrängen runt Partridge Green är platt åt nordost, men åt sydväst är den kuperad. Runt Partridge Green är det tätbefolkat, med 319 invånare per kvadratkilometer. Närmaste större samhälle är Brighton, 18,7 km sydost om Partridge Green. Trakten runt Partridge Green består till största delen av jordbruksmark.